# Берег мужественных
«Бе́рег му́жественных» — воинский мемориал в Ленинградской области. Располагается на территории деревни Керново (с 1974 года включена в черту города Сосновый Бор). Охраняется государством в составе «Зелёного пояса Славы Ленинграда» как объект культурного наследия России федерального значения.

## История
Мемориал входит в число восьми памятников комплекса «Зелёный пояс Славы Ленинграда», находящихся в Ленинградской области. Он сооружён в июне — октябре 1967 года на средства жителей Смольнинского района Ленинграда и Ломоносовского района Ленинградской области на восточном берегу реки Воронки, на месте, где проходил рубеж обороны Ораниенбаумского плацдарма. До войны на этом месте располагалась деревня Керново, которая была полностью разрушена в ходе боев. Этот участок стал самой западной материковой точкой СССР, куда не ступила нога солдат вермахта. Здесь сражались воины 8-й армии и моряки Балтийского флота, а также 5 отдельная бригада морской пехоты.
Открыт 28 октября 1967 года.
15 сентября 1991 года в стелу была заложена капсула с посланием к потомкам, которую предполагается вскрыть 15.09.2091 года (по другим сведениям — 15.09.2041 года). Письмо заканчивается словами: «Помните о тех, кто не стал в далеком 1941-м на колени. Будьте достойны этой памяти».
На территории мемориала проходят митинги, 9 мая к нему возлагают цветы и венки. Также венки по традиции кладут на водную поверхность реки Воронки. В районе мемориала иногда проводят реконструкции боев.
Постановлением Администрации Соснового Бора от 2 июня 2008 г. в непосредственной близости от мемориала были выделены земли под дачное некоммерческое товарищество «Эдельвейс» (в дальнейшем — «Новое Керново»), что вызвало возмущение ветеранов войны и ряда общественных организаций. Несмотря на протесты, строительство коттеджного посёлка «Новое Керново» в охранной зоне мемориала было продолжено.

## Описание
Мемориал расположен на берегу реки Воронки, на 103 км шоссе Санкт-Петербург — Усть-Луга. Центральная часть представляет собой монумент в виде горизонтальной 30-метровой стелы. На стеле размещены латунные барельефы с портретами солдата, матроса, партизана и девушки-военнослужащей. Надпись на лицевой стороне стеле гласит: «1941-1944. Здесь на рубеже реки Воронки воины Восьмой армии и моряки Балтийского флота в сентябре 1941 года преградили путь немецко-фашистским полчищам, рвавшимся к Ленинграду. Вечная слава героям, отстоявшим город Ленина». Надпись на оборотной стороне памятника: «Защитникам Ленинграда, сражавшимся в боях с немецко-фашистскими ордами — трудящиеся Смольнинского района города Ленинграда и Ломоносовского района».
Авторы основного мемориала — архитекторы А. Г. Камалдинов, А. Е. Ривкин, Н. В. Устинович, скульпторы П. А. Якимович, М. Р. Габе, инженеры Н. Н. Ильин и В. К. Самулевич.
Памятные сооружения расположены по обеим сторонам шоссе. На одной стороне находится мемориальная площадка со стелой и 16 флагштоками, сзади них — восстановленные остатки траншей и окопов. Рядом в 1962 году установлен закладной камень с текстом: «Здесь держали оборону 125-я, 191-я стрелковые дивизии, 48-й и 71-й МСБ, арт. Ижорский укрепленный сектор, два авиаполка, форты». Также в комплекс входят подлинные бетонные противотанковые надолбы, свезённые к мемориалу с рубежей обороны.
С правой стороны дороги ветеранами войны был посажен дуб как символ стойкости и непобедимости. С левой стороны дороги установлен памятный знак на месте сожженной во время войны деревни Керново. Позади стелы, немного выше по течению реки, расположена могила Неизвестного солдата с надгробной плитой, на которую нанесена надпись: «Солдатам, погибшим в оборонительных боях на реке Воронке. 1941—1944».